# Hippotion echeclus
Hippotion echeclus är en fjärilsart som beskrevs av Jean Baptiste Boisduval 1875. Hippotion echeclus ingår i släktet Hippotion och familjen svärmare. Inga underarter finns listade i Catalogue of Life.

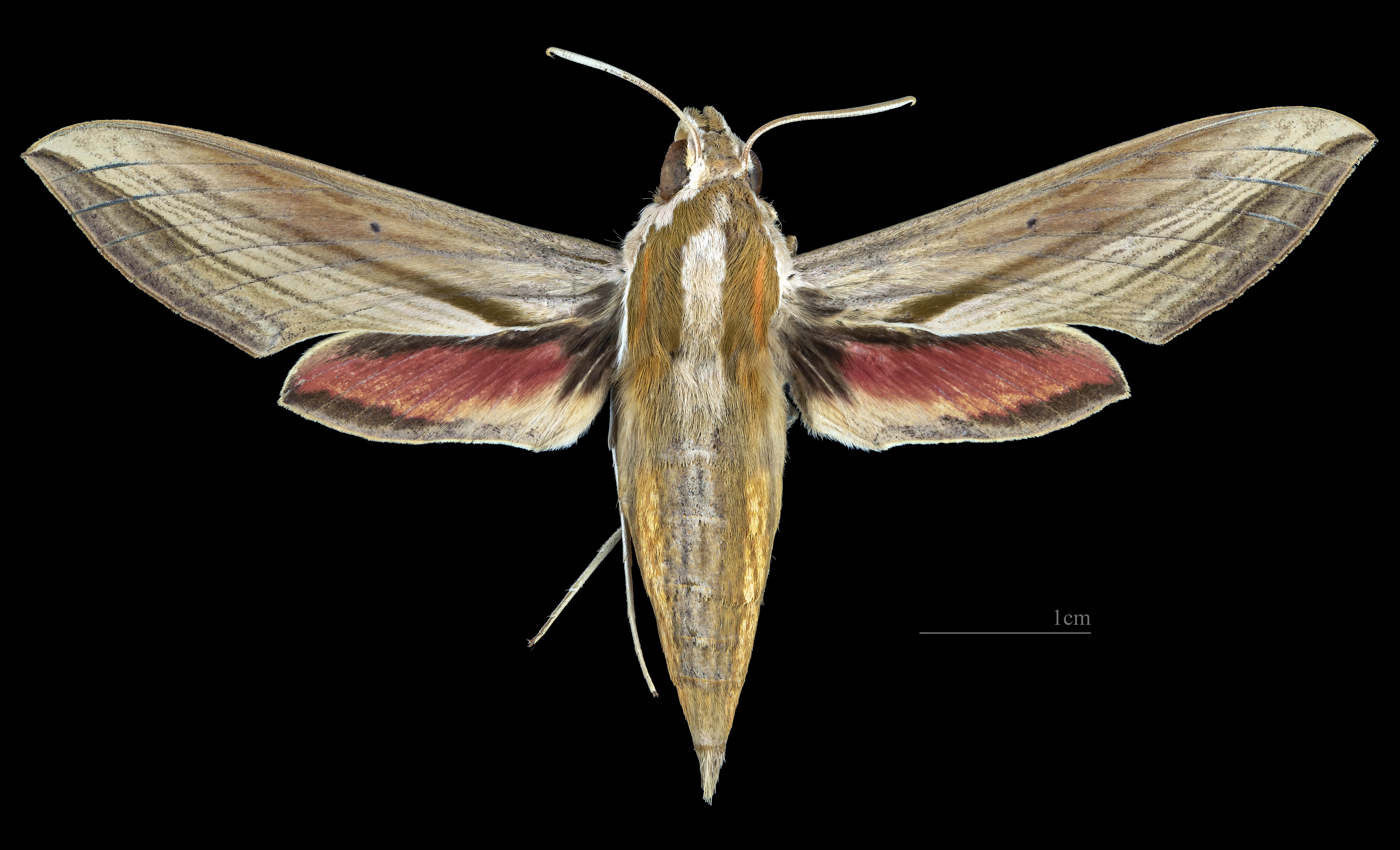
Hippotion echeclus ♀
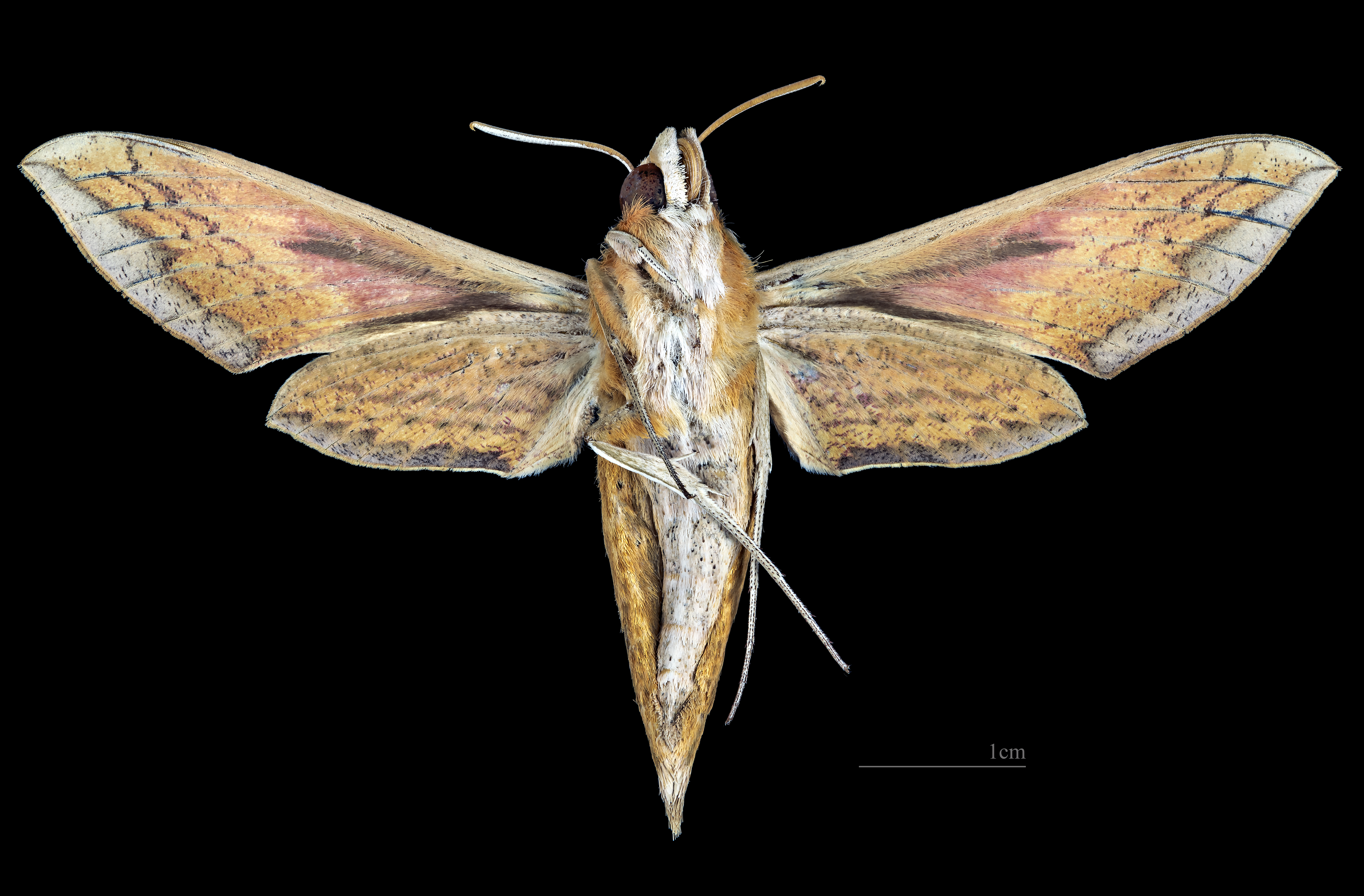
Hippotion echeclus ♀ △